# Budcza
Budcza (biał. Будча, Budcza) – wieś na Białorusi w rejonie hancewickim obwodu brzeskiego. Miejscowość uchodzi w skład sielsowietu Czudzin.
W miejscowości stoi drewniana parafialna cerkiew prawosławna pw. Przemienienia Pańskiego z 1896 r.